# Mouriri oligantha
Mouriri oligantha är en tvåhjärtbladig växtart som beskrevs av Pilg.. Mouriri oligantha ingår i släktet Mouriri och familjen Melastomataceae. Inga underarter finns listade i Catalogue of Life.